# Phrynichus scaber
Espèce
Synonymes
- Phrynus scaber Gervais, 1844

Statut de conservation UICN

 VU B1ab(iii)+2ab(iii); D2 : Vulnérable
Phrynichus scaber est une espèce d'amblypyges de la famille des Phrynichidae.

## Distribution
Cette espèce se rencontre aux Seychelles et à l'île Maurice.

## Publication originale
- Gervais, 1844 : Histoire naturelle des Insectes Aptères, 3. Librairie Encyclopédique de Roret, Paris.